# Mario Winans
Mario Winans (27 de agosto de 1974) é um cantor, produtor e compositor estadunidense e nasceu em Orangeburg (Carolina do Sul), mas cresceu em Detroit (Michigan). Ele é mais conhecido pela canção "I Don't Wanna Know" (2004), que se tornou um grande êxito.

## Biografia
Ele foi membro da conceituada família gospel The Winans, é sobrinho de CeCe Winans e BeBe Winans e filho de Marvin e Vickie Winans. Deixando o gospel, canta atualmente R&B. Ele é mais conhecido pelo seu álbum Hurt No More de 2004 que alcançou 1.º Lugar no Reino Unido e 2.º nos Estados Unidos com a música I Don't Wanna Know com o rapper P. Diddy. Recentemente ele participou da nova música de P. Diddy, Through the Pain (She Told Me) do álbum Press Play de 2006.

## Discografia

### Álbuns
- 1997 Story Of My Heart
- 2004 Hurt No More